# أحياء واسعة المدى الملحي

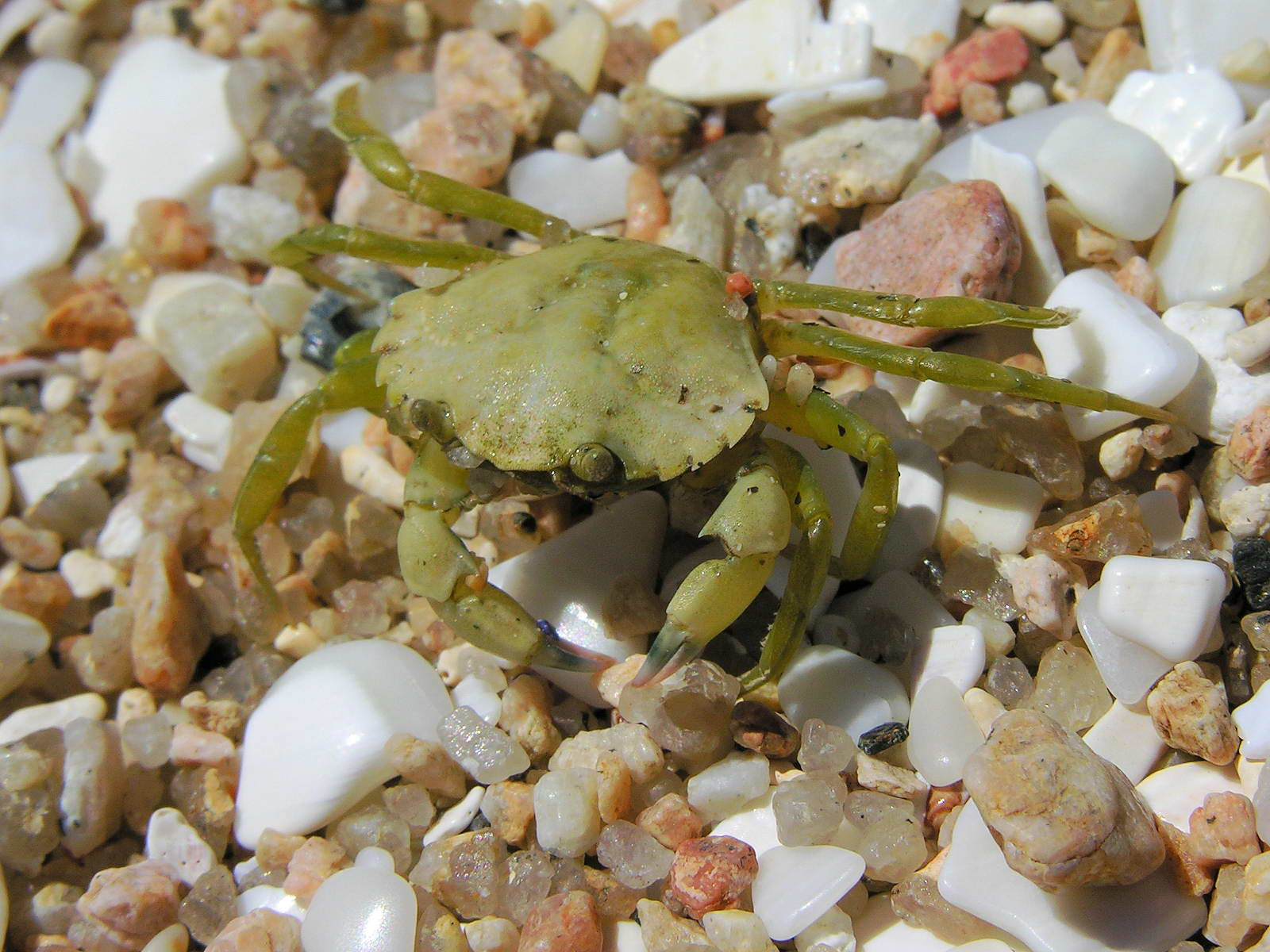

أحياء واسعة المدى الملحي أو متحمل للملوحة  (بالإنجليزي: Euryhaline)هي الكائنات الحية القادرة على التكيف مع تغيرات الملوحة بنسب كبيرة ومتفاوتة.
أمثلة:
• الأسماك: سمك المولى التي لها القدرة على التكيف والعيش في المياه العذبة والمالحة.
•	 الفقريات: سلطعون الشاطئ الأوروبي الذي له القدرة على التكيف مع المياه المالحة وشبه المالحة.
توجد الأحياء واسعة المدى الملحي عادة في مصبات الأنهار ومناطق المد والجزر حيث يكون هناك تغير في نسب الملوحة، وفي بيئة المياه العذبة وبيئة البحار مثل السلمون وثعبان البحرالتي تشمل دورة حياتهما التنقل بين البيئتين.
وعلى العكس من أحياء واسعة المدى الملحي هناك كائنات ضيقة المدى الملحي (بالإنجليزي: stenohaline) وهي كائنات لاتستطيع العيش إلا في نطاق ملوحة ضيق حيث تعيش غالبا في المياه العذبة وقد تموت عند انتقالها للبحار وبالمثل معظم الكائنات الحية البحرية لايمكن أن تعيش في المياه العذبة.

## الأسماك واسعة المدى الملحي
- قرش الثور
- السكليد الاسياوي
- أسماك الرنجة
- اللامبري
- المولي
- أسماك البافر
- السلمون
- صبور
- العندق
- الحفش سمك الحفش
- البلطي
- السلمون المرقط
- الباراموندي
- الفرخ الأبيض
- سمكه مدغشقر